# Moto Guzzi Galletto
Die Moto Guzzi Galletto ist ein Motorroller, den die italienische Firma Moto Guzzi von 1950 bis 1966 herstellte. „Galletto“ bedeutet im Deutschen „Hähnchen“.

## Geschichte
1950 wurde die Galletto von Carlo Guzzi als Motorroller mit großen Rädern und einem neuen Einzylindermotor mit 150 cm³ entworfen. Im selben Jahr wurde die Galletto 160 als erstes Serienmodell der Baureihe mit leicht vergrößertem Motor auf den Markt gebracht.
1951 wurde der anfänglich eingebaute Tipp-Fußschalthebel durch eine Schaltwippe, wie bei den Motorrädern der Marke üblich ersetzt. Ende 1952 war ein auf 175 cm³ vergrößerter Motor erhältlich und 1954 ein auf 192 cm³ vergrößerter. Ab 1961 gab es einen elektrischen Anlasser.
Der Verkaufspreis lag während der gesamten Bauzeit bei ca. ITL 265.000. 1966 wurde die Fertigung ohne Nachfolger eingestellt.
Der Verkaufspreis für das große Modell lag im März 1955 in der Bundesrepublik Deutschland bei 2400 DM.

## Technik

### Motor und Antrieb
Die Galletto hat einen luftgekühlten Einzylinder-Viertaktmotor mit liegendem Zylinder. Auf dem linken Stumpf der zweifach gelagerten Kurbelwelle befindet sich eine Mehrscheiben-Ölbadkupplung, über die die Motorkraft an ein schrägverzahntes Dreiganggetriebe (ab November 1952: Vierganggetriebe) weitergeleitet wird. Das Getriebe wird mit einer Schaltwippe (im ersten Baujahr mit einem Tipp-Fußschalthebel) an der rechten Motorseite geschaltet; der erste Gang liegt unten. Mit dem Hinterrad ist das Getriebe durch eine Rollenkette verbunden.
Die beiden hängenden Ventile werden über Stoßstangen und Kipphebel von der unten liegenden Nockenwelle angesteuert. Zum Abstellen des Motors werden die Stoßstangen über einen Ventilausheber nach vorne gedrückt, sodass beide Ventile öffnen. Der Magnetzünder ist durch ein Stirnradgetriebe auf der linken Motorseite angetrieben.
Die Gemischaufbereitung bewerkstelligt ein Flachstromvergaser mit Rundschieber, 18 mm Durchlass und ohne Luftfilter.

### Rahmen und Fahrwerk
Die Galletto hat einen Rahmen aus Blechpressteilen. Die Hinterradschwinge besitzt eine Cantileverfederung mit Teleskop-Reibungsdämpfern. Das Vorderrad sitzt bei den bis 1964 gefertigten Modellen in einer Upside-Down-Gabel.

### Räder und Bremsen
Die 17″-Räder sind als Drahtspeichenräder mit Vollnaben-Trommelbremsen ausgeführt. Die hintere Bremse wird über einen Fußhebel an der linken Seite und ein Gestänge betätigt, die vordere mit einem Seilzug vom Lenker aus. Auf Wunsch gab es ein vor dem Beinschild eingebautes Reserverad, welches vorne und hinten eingebaut werden kann. Wurde dies nicht gewünscht, war dort eine leere Verkleidung und es gab 4000 ITL Preisnachlass.
|                       | Galletto 160                                                 | Galletto 175                                                 | Galletto 192                                                                                |
| --------------------- | ------------------------------------------------------------ | ------------------------------------------------------------ | ------------------------------------------------------------------------------------------- |
| Baujahre              | 1950–1952                                                    | 1952–1953                                                    | 1954–1966                                                                                   |
| Motor                 | fahrtwindgekühlter Einzylinder-Viertaktmotor, Kickstarter    | fahrtwindgekühlter Einzylinder-Viertaktmotor, Kickstarter    | fahrtwindgekühlter Einzylinder-Viertaktmotor, Kickstarter; ab 1961 wahlweise Elektrostarter |
| Ventilsteuerung       | OHV-Ventilsteuerung, 2 Ventile                               | OHV-Ventilsteuerung, 2 Ventile                               | OHV-Ventilsteuerung, 2 Ventile                                                              |
| Bohrung × Hub         | 62 × 53 mm                                                   | 65 × 53 mm                                                   | 65 × 58 mm                                                                                  |
| Hubraum               | 159,5 cm³                                                    | 175 cm³                                                      | 192 cm³                                                                                     |
| Verdichtung           | 6,0 : 1                                                      | 6,0 : 1                                                      | 6,0 : 1                                                                                     |
| Leistung              | 6 PS (4,4 kW) bei 5200/min                                   | 7 PS (5,1 kW) bei 5200/min                                   | 7,5 PS (5,5 kW) bei 5000/min                                                                |
| Gemischaufbereitung   | Flachstromvergaser mit Rundschieber, Ansaugdurchmesser 18 mm | Flachstromvergaser mit Rundschieber, Ansaugdurchmesser 18 mm | Flachstromvergaser mit Rundschieber, Ansaugdurchmesser 18 mm                                |
| Zündung               | Schwungradmagnetzündung                                      | Schwungradmagnetzündung                                      | Schwungradmagnetzündung                                                                     |
| Kupplung              | Mehrscheibenkupplung im Ölbad                                | Mehrscheibenkupplung im Ölbad                                | Mehrscheibenkupplung im Ölbad                                                               |
| Getriebe              | 3-Gang-Getriebe mit Fußschaltwippe auf der rechten Seite     | 4-Gang-Getriebe mit Fußschaltwippe auf der rechten Seite     | 4-Gang-Getriebe mit Fußschaltwippe auf der rechten Seite                                    |
| Endantrieb            | Rollenkette                                                  | Rollenkette                                                  | Rollenkette                                                                                 |
| Rahmen                | Blechpressrahmen                                             | Blechpressrahmen                                             | Blechpressrahmen                                                                            |
| Radstand              | 1310 mm                                                      | 1310 mm                                                      | 1310 mm                                                                                     |
| Radaufhängung vorn    | Teleskopgabel                                                | Teleskopgabel                                                | Teleskopgabel                                                                               |
| Radaufhängung hinten  | Cantileverschwinge mit Reibungsdämpfern                      | Cantileverschwinge mit Reibungsdämpfern                      | Cantileverschwinge mit Reibungsdämpfern                                                     |
| Bereifung vorn        | 2,75 × 17″                                                   | 2,75 × 17″                                                   | 2,75 × 17″                                                                                  |
| Bereifung hinten      | 3,00 × 17″                                                   | 3,00 × 17″                                                   | 3,00 × 17″                                                                                  |
| Bremse vorn           | Trommelbremse, seilzugbetätigt                               | Trommelbremse, seilzugbetätigt                               | Trommelbremse, seilzugbetätigt                                                              |
| Bremse hinten         | Trommelbremse, mechanisch über Gestänge betätigt             | Trommelbremse, mechanisch über Gestänge betätigt             | Trommelbremse, mechanisch über Gestänge betätigt                                            |
| Leergewicht           | 107 kg                                                       | 110 kg                                                       | ca. 120 kg                                                                                  |
| Höchstgeschwindigkeit | 80 km/h                                                      | 85 km/h                                                      | 88 km/h                                                                                     |
| Kraftstoffverbrauch   | ca. 2,6 l/100 km                                             | ca. 3,0 l/100 km                                             | ca. 3,25 l/100 km                                                                           |

### Werkstoffe
Motor-/Getriebegehäuse, Zylinder und Zylinderkopf sind bei der Galletto 160 aus Aluminium gefertigt. Bei den Galletto 175 und 192 ist der Zylinder aus Gusseisen. Der Rahmen, die Vorderradgabel, der Tank, die Schutzbleche und die Hinterradschwinge sind aus Stahlblech.

### Lackierung und Embleme
Die Galletto war anfangs meist in elfenbein lieferbar. Das 192er-Modell gab es in grau und auf Wunsch in feuerrot. Abziehbilder finden sich auf den Seitendeckeln der Maschinen als goldfarbene Moto-Guzzi-Embleme sowie vorne auf der Verkleidung ein Hahn.